# MAR-290
MAR-290は、イスラエル国防軍が1980年代から1990年代頃にかけて運用した自走式の多連装ロケット砲である。スーパーシャーマンまたはセンチュリオン (ショットカル) の車体に290mmロケット弾の4連装ランチャーを搭載したもので、1982年のガリラヤの平和作戦で使用された。

## 概要
イスラエル軍は1967年の第三次中東戦争でエジプト軍やシリア軍からソ連製の240mm自走12連装ロケット砲であるBM-24を鹵獲しており、この発射機を36連装化したものをスーパーシャーマンの車体に搭載したMAR-240を開発し1973年の第四次中東戦争で運用した。
MAR-240は効果的な兵器であったが、射程が約11km程度とやや短かったため、イスラエル軍では早い段階からより長い22～25km程度の射程を持った290mmロケット弾の開発を始めていた。開発はBM-24を入手した直後の1968年に始まり、1970年代に"MAR-290"として実用化され、1982年のガリラヤの平和作戦で実戦投入された。MARはMedium Artillery Rocket、中型ロケット砲の意味である。開発はMAR-240と平行する形で、同じくイスラエル・ミリタリー・インダストリーズ (IMI)により行われている。
スーパーシャーマンに搭載された発射機の構造はMAR-240と類似した金属棒を組み合わせた簡便な構造のもので、同様の油圧式旋回・俯仰角調整機構を持つ。車体部分には大掛かりな改造が行われていない点もMAR-240と同じである。車体前方の車載機銃のマウントもそのまま残されているが、その前に砲兵用の足場が装着されているため、実際に使用できるのかは不明である。
MAR-240のロケット砲弾はBM-24の砲弾をコピーしたもので、種類にもよるが重量が約100kg前後、砲弾の長さが1mから1.5m程度というサイズであったのに対し、MAR-290のロケット弾は長さ5.45m、重量600kgという巨大なものになり、人力での再装填には45分もかかるという代物であった。
これら、スーパーシャーマン車体に搭載されたMAR-240、MAR-290を指して"シャーマン MRL" (Sherman MRL)と表現される例もある。MRLはMultiple rocket launcher、多連装ロケット砲の意味である。スーパーシャーマン車体のMAR-290は現在、イスラエルのラトルン戦車博物館およびイスラエル砲兵隊博物館に実車が展示されている。
MAR-290にはスーパーシャーマンの車体に架装されたものの他、より大型のセンチュリオン (ショットカル) 戦車の車体を使用したものも開発されており、こちらもイスラエル砲兵隊博物館に実物が展示されている。
ショットカル車体のMAR-290の発射機はトラス構造からパイプ状の構造に変更されており、より重量は増しているものと見られる。またロケット弾の射程が40km程度にまで延伸されている。車体の方はスーパーシャーマン車体のものと同様に、元の戦車型のショットカルからの大きな変更はなされていない。こちらも製造数などは不明である。
現在ではスーパーシャーマン車体・ショットカル車体も含めて、MAR-290はアメリカ製のM270 "Menatezz" MLRSによって更新されている。

## 画像

### スーパーシャーマン車体

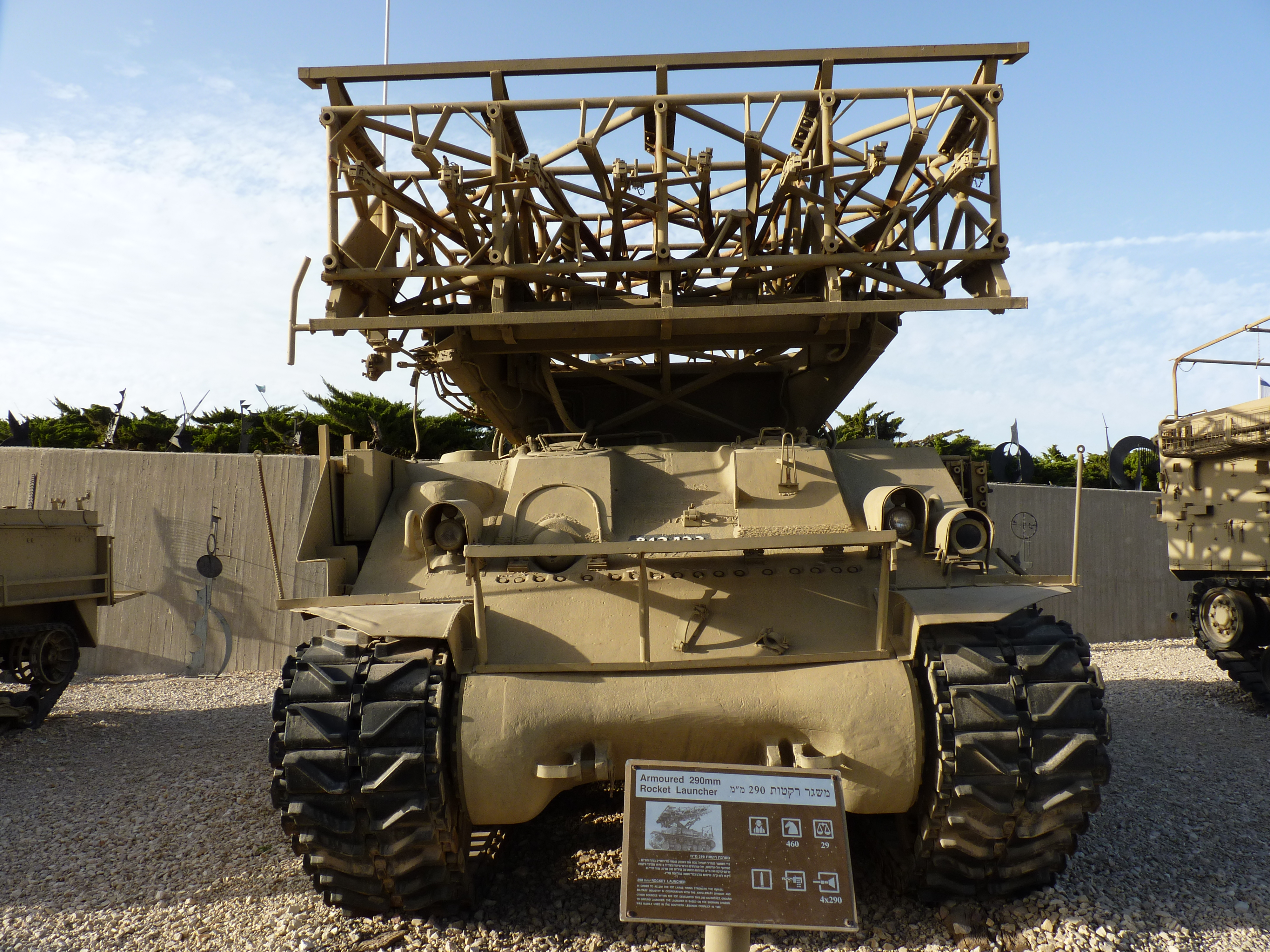
車体前方。ラトルン戦車博物館の展示車両。
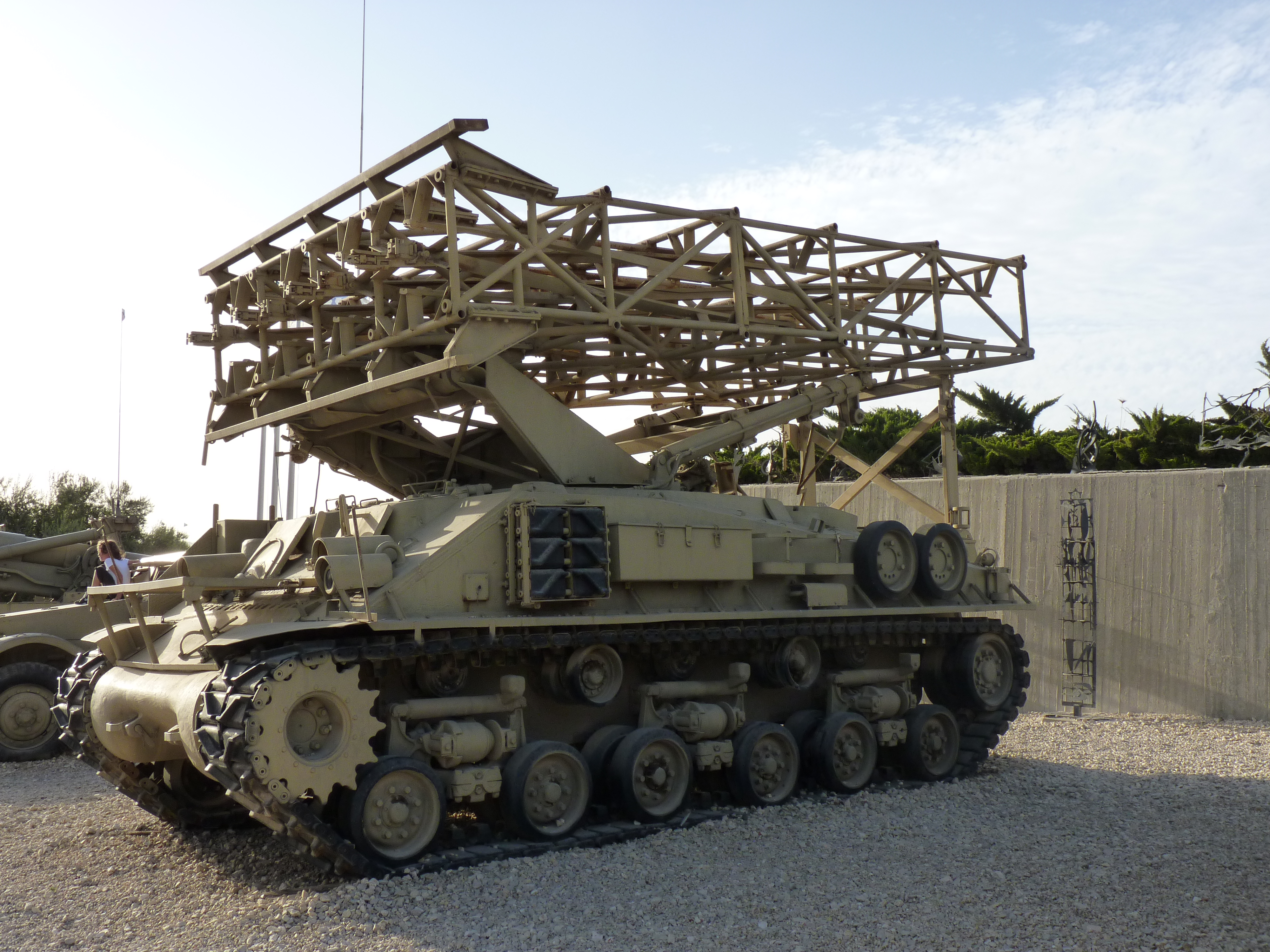
車体左舷側。発射機は車体後方を向いた状態。
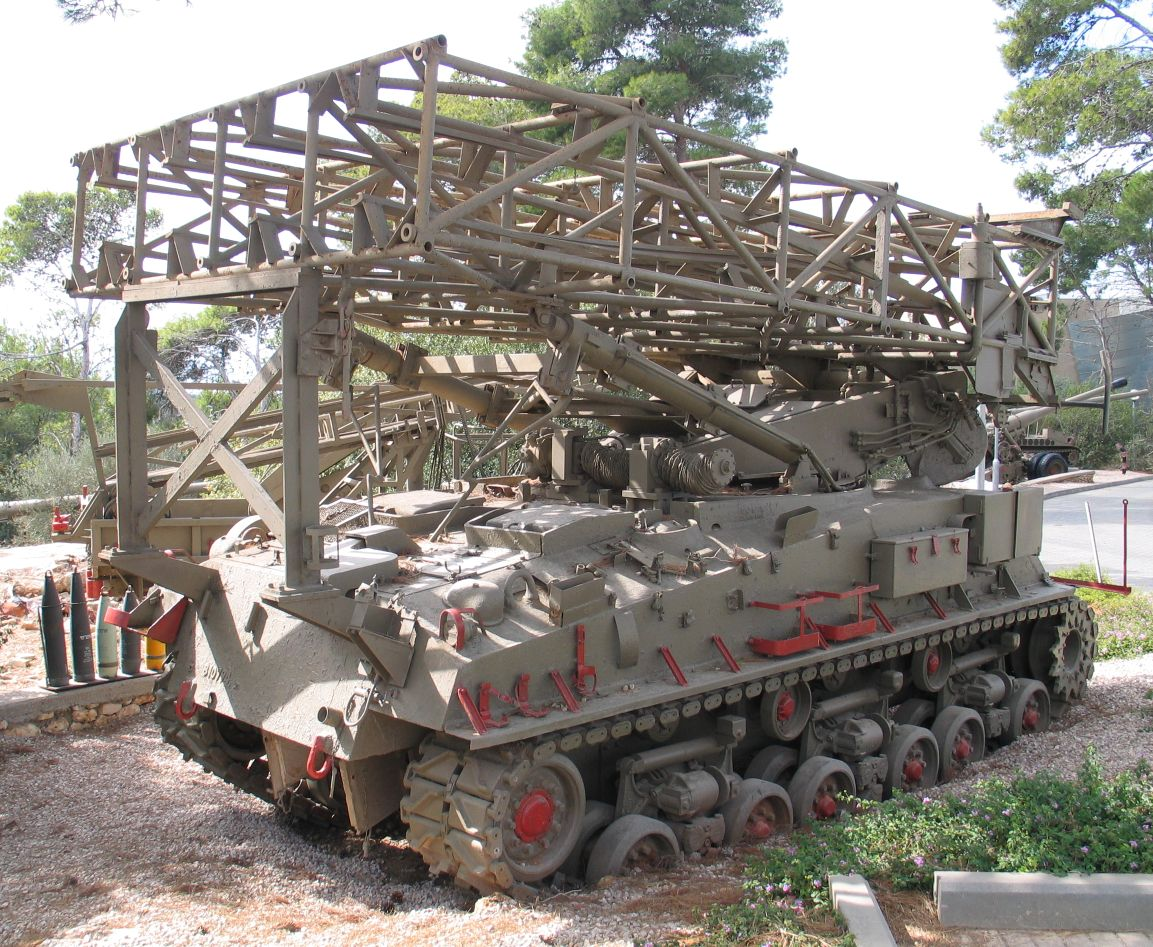
車体右舷後方側。発射機が後ろ向きでトラベルロックにより固定されている。イスラエル砲兵隊博物館の展示車両。
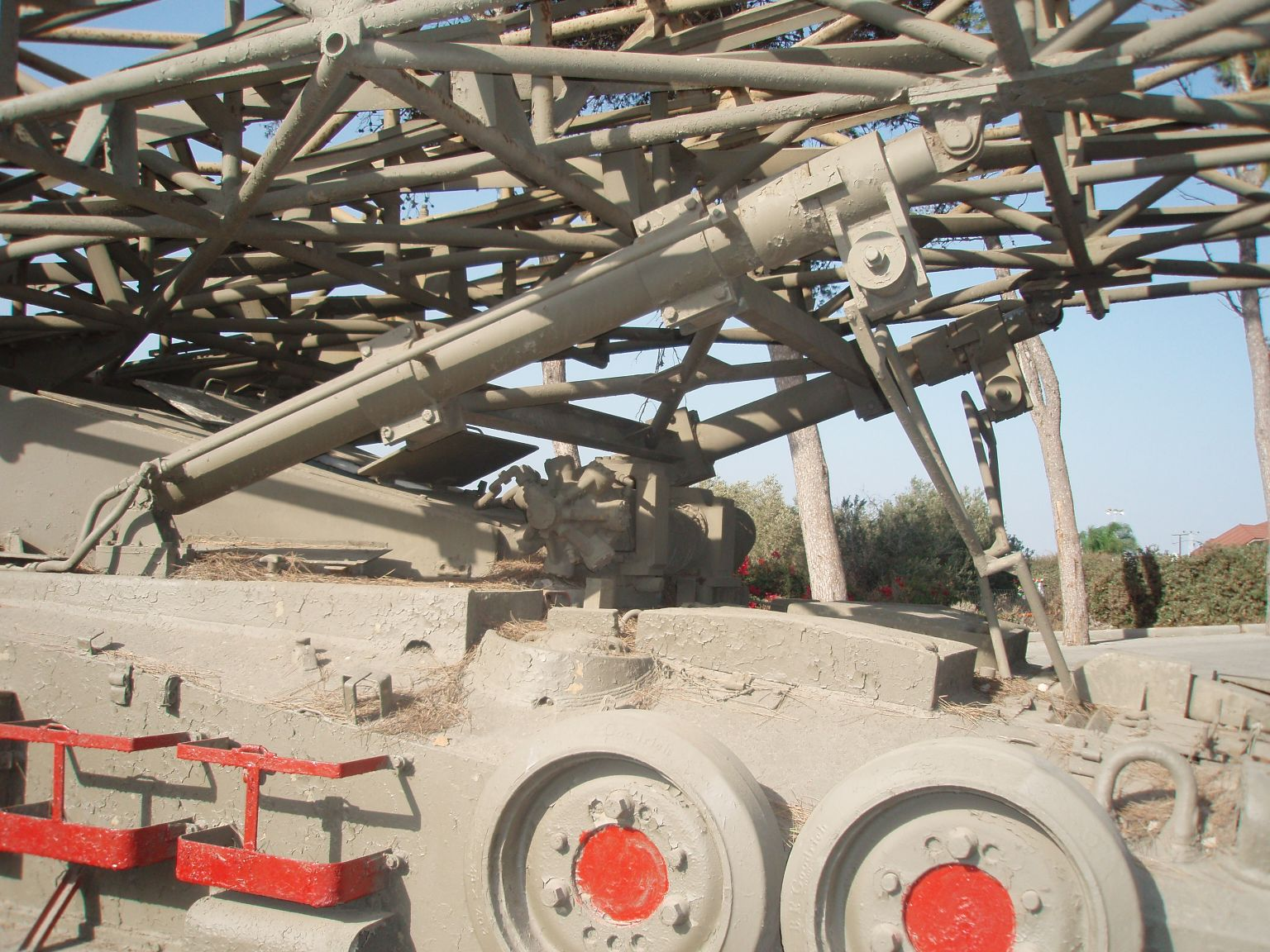
MAR-290のカミンズディーゼルエンジンデッキ。オリジナルのスーパーシャーマンに比べ、大規模な変更は見られない。
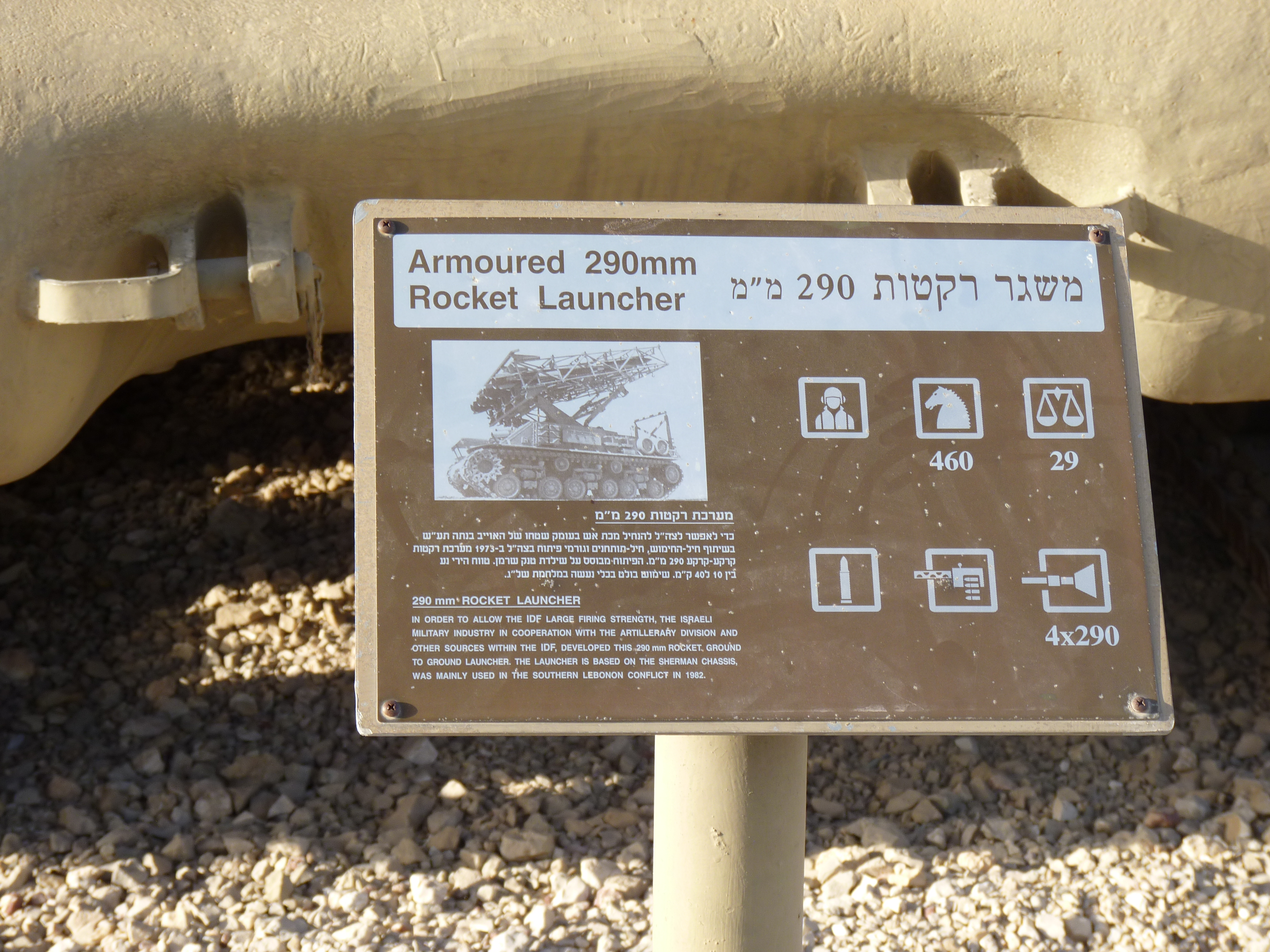
ラトルン戦車博物館の実車解説。乗員数や装弾数がイラストで記されている。

### ショットカル車体

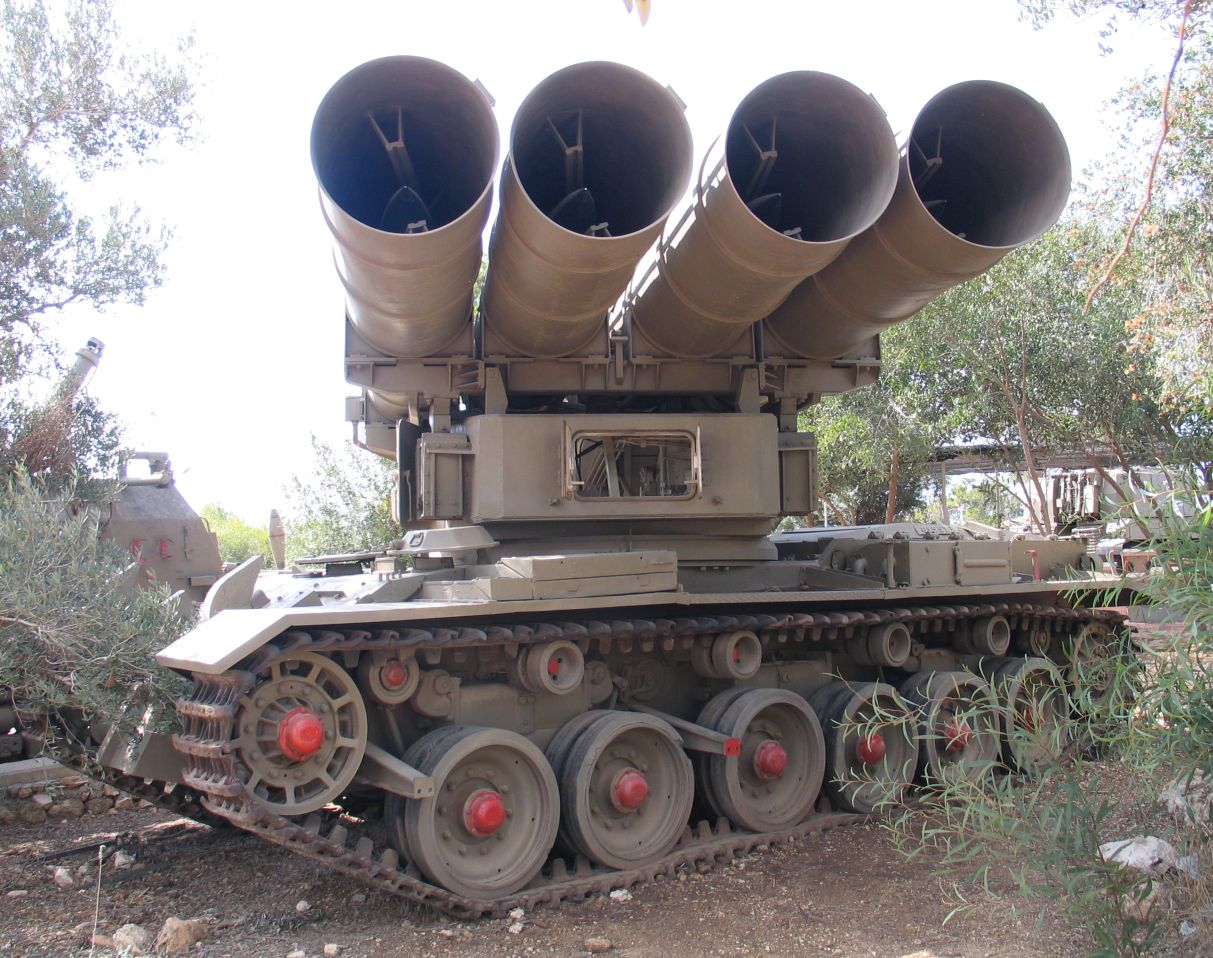
車体左舷側。チューブ状発射機にはロケット弾が装填された状態。
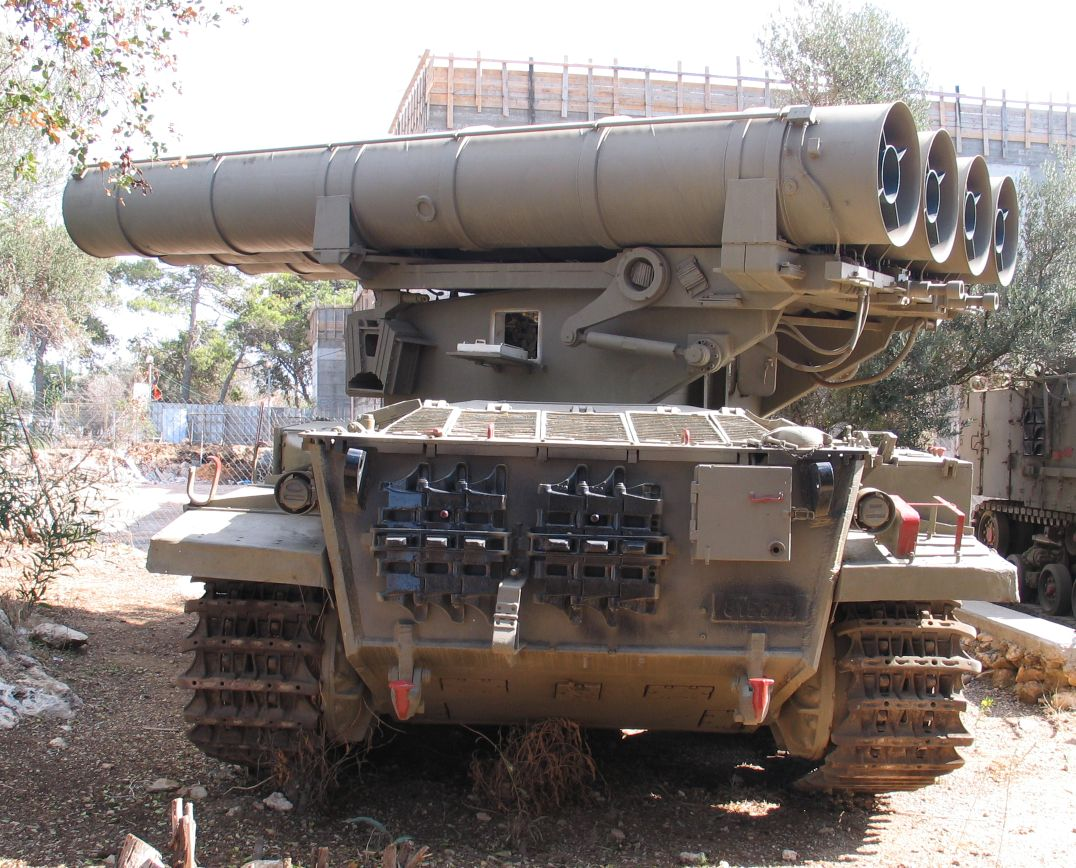
車体の後方。ランチャーの左側側面。
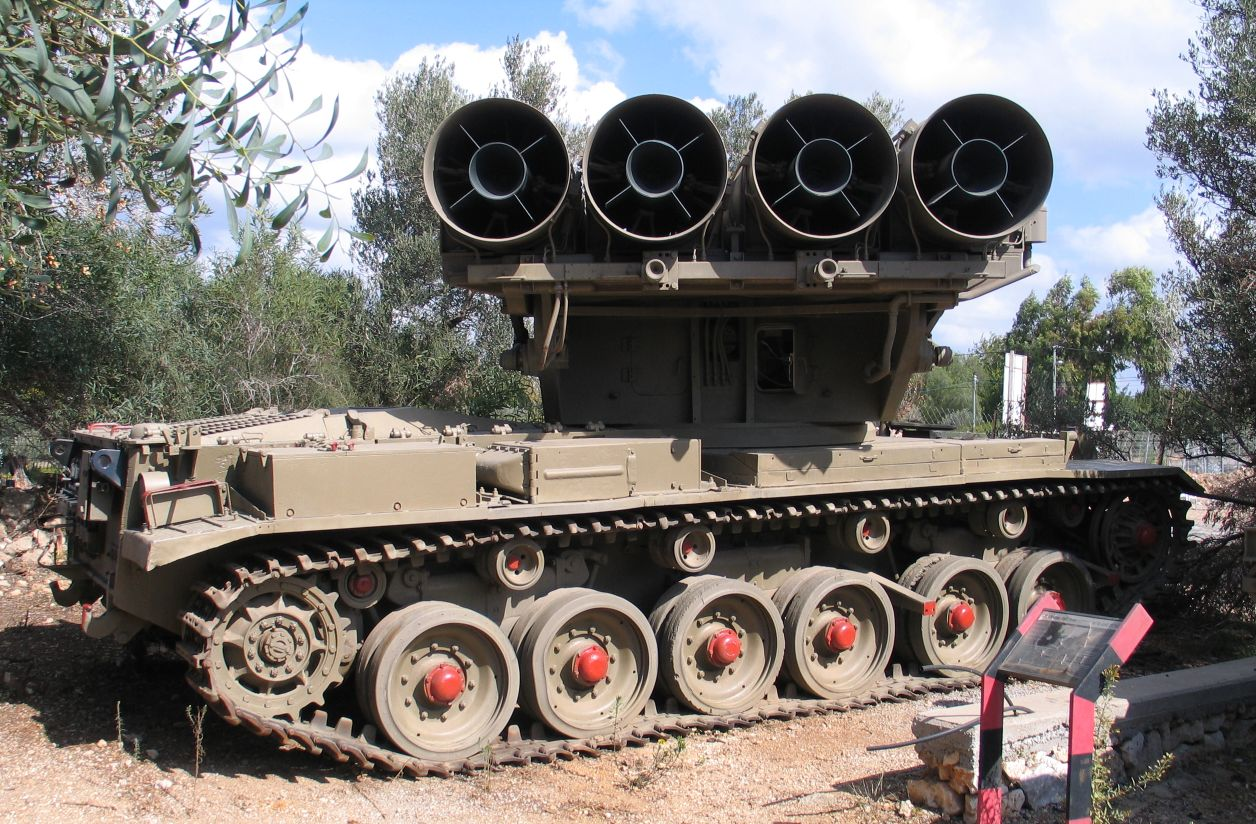
車体右舷側。安定翼付きロケット弾の尾部が見えている。
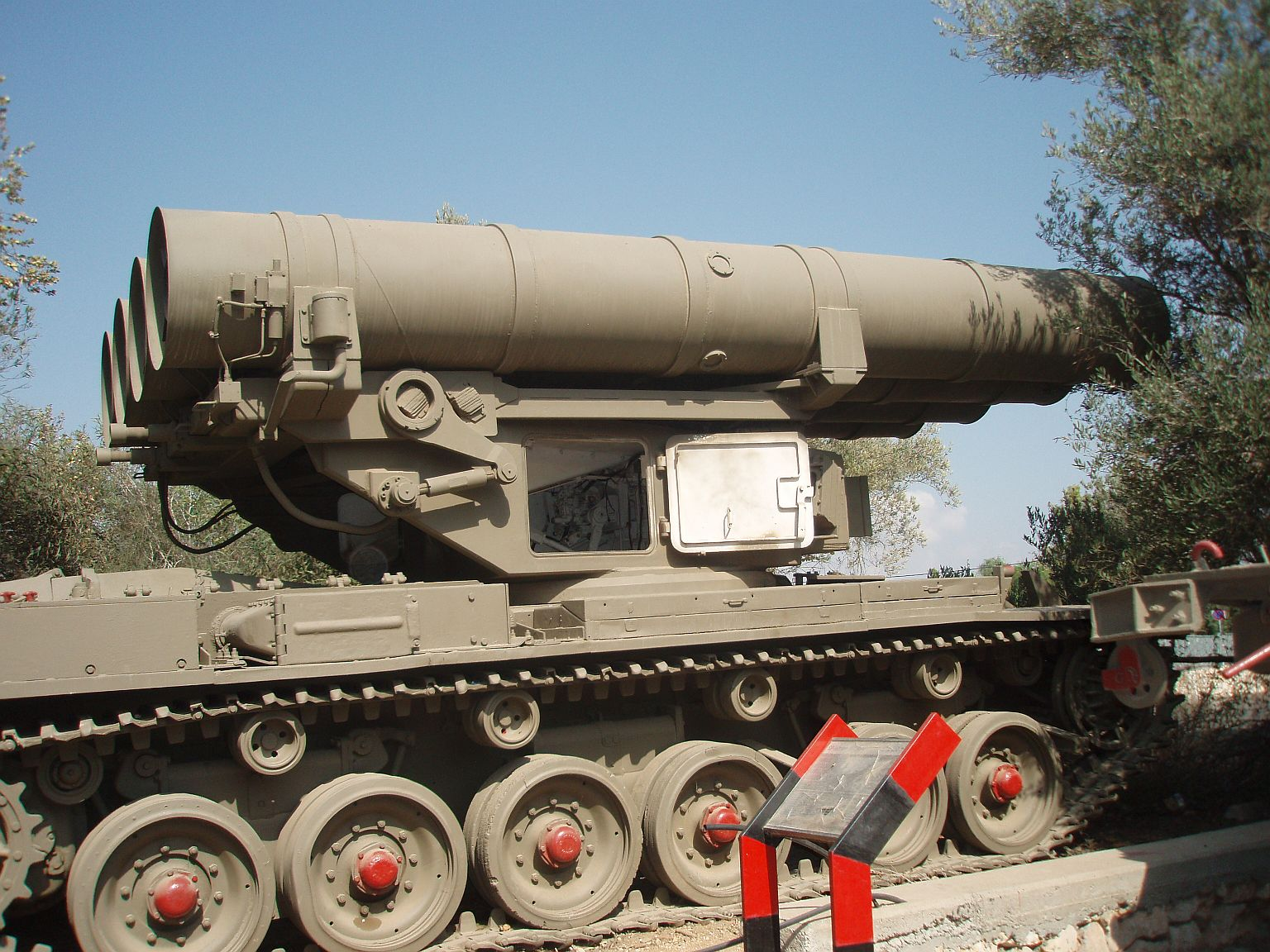
ランチャーの右側側面。発射機下部の操作室に出入りするハッチがある。
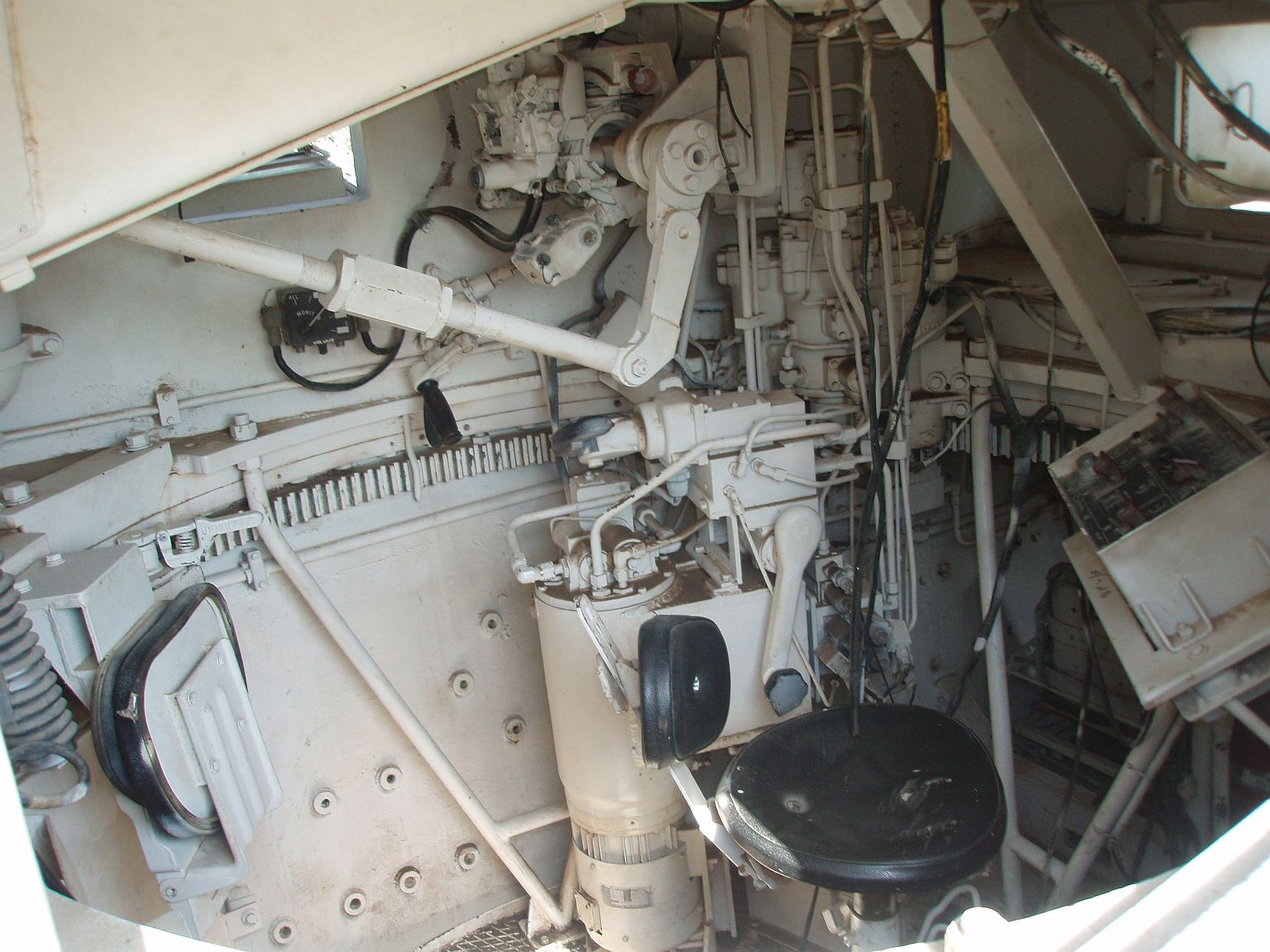
発射機の下側の操作室。